# Agapetes auriculata
Agapetes auriculata är en ljungväxtart som beskrevs av George Bentham och Hook. f. Agapetes auriculata ingår i släktet Agapetes och familjen ljungväxter. Inga underarter finns listade i Catalogue of Life.